# Fahma
Fahma (àrab: فحمه, Faḥma; hebreu: פח'מה‎) és una vila palestina de la governació de Jenin a Cisjordània, al nord de la vall del Jordà, a 15 kilòmetres al sud-est de Jenin. Segons el cens de l'Oficina Central Palestina d'Estadístiques (PCBS), Fahma tenia 2.439 habitants en 2007.